# Leo Hansens Islandsfærd
 Ikke at forveksle med  Leo Hansens Islandsfilm.
Leo Hansens Islandsfærd er en dansk dokumentarfilm fra 1936 instrueret af Leo Hansen.

## Handling
Optagelser fra Island (årstallet er usikkert):
Ankomst til Reykjavik havn, havnetravlhed, mange skibe. Altinget. Husene langs Tjörnin (Tjernet). Gadeliv i Reykjavik. Krans nedlægges ved Jón Sigurðsson grav.
Glima (islandsk brydning) - opvisning. Heste hejses ombord på skib. Tørvehus. Piger i nationaldragter poserer udendørs, en kvinde i sort islandsk dragt. Unge piger sidder og pjatter i moderne tøj. Storvask udendørs med jernramme. Hestekærre kører gennem å. Kirke i landskab. Landskabsbilleder. Kirke og kirkeklokker. Heste over lille bro, bil over større bro.
Bil med åbent lad, Tingvellir og landskaber. Stor fåreflok drives langs sø af ryttere. Får samlet i fold, mange får og mange mænd. Gamle mænd med fuldskæg. Spinderi. Svømmere i sø. Fotos fra spinderi. Landskaber indhyllet i damp. Boblende vandhuller. Skib/trawler sejler ud. Skib efterfulgt af robåde. Sildefangst, masser af sild hives op med net, salt hældes over i lastrummet.
Lastbil med tønder på ladet kører gennem landskab. Fos og boblende små gejsere, stor gejser springer. Rundt kraterhul med vand. Gården Korpulfsstadir. Køer på marken. Græstørv hakkes op i firkanter. Traktor med kæmpe jernhjul "knuser" jordknolde. En samling forskellige traktorer og høvendingsmaskiner. Høhøsten bindes i bundter, læsses på lastbil. Gartnerier med tomater og agurker. Rytter poserer. Automobil sidder fast i å. Opsadlede heste venter i landskab, ryttere med oppakning rider over å. Landskab med gletsjere.
Ryttere med oppakning, trækasser (filmudstyr?). Tre mænd med frokostkasse, ryger cigaretter. Heste sadles og og trækasser pakkes. Klipfisk fordeles på klipperne af unge piger. Pigerne kravler op på ladet af lille lastbil. Mand firer sig i tov ned af klippe, fuglefjeld, lunder på rede. Mand firer sig længere ned, "springer" fra side til side. Rugende fugle, unger, lunder. Mand i 'fleygasesssur' med fleygastong.
Stor foss, billeder af fossende vand og damp. Havn, måske Akureyri. Stejle fjelde ses bag byen. Trawler sejler i havn. Stort vandfald. Islandsk flag vejer i vinden.
Trawler ankommer til havn. Piger lægger sild i tønder, silden saltes. Måske Hjalteyri. Mænd spuler lastrum, torsk på dæk. Mænd på dæk gør net klar til at blive sat ud. Søpindsvin, mågeflokke. Tørvehus i landskab, stor kirke med kuppel i landskab. Basaltstørkninger på klipper. Drivende isfjeld i havet. Havn med høje fjelde, Vestmanna. En gruppe børn i græsset iagttager fotografen. Klipfisk lægges til tørre. Lavalandskaber med fosser. Bil kører i et ujævnt stenlandskab og gennem vandløb, mænd lægger en skindkappe over køleren.
Myvatn landskaber. Bil forcerer en å to gange. Boblende vandhuller. Stort Vandfald med damp. Gletcherkant.